# كسر الغصن الصغير
 كسر الغصن الصغير  هو كسر يحدث في الأطفال لعظامهم اللينة بحيث تنحني العظام أو تنكسر. بصرف النظر عن أسم الكسر ففي أغلب الحالات ينكسر العظم ويصعب ايجاده في الاشعة السينية. ويرجع ذلك إلى حد كبير إلى سماكة غشاء العظم الليفي للعظم غير الناضج. تصبح عظام الإنسان أصعب (تصنيفا) وأكثر هشاشة مع العمر ويصبح غشاء العظم أضعف وأقل تقييدا. عادة ما تحدث كسور الغصن الصغيري خلال مرحلة الطفولة عندما تكون العظام لينة. أتى الاسم عن طريق تشابه جزئي مع الأخضر (مثل:الطري) الذي يشبه انكسار الخشب من الخارج عندما ينحني. وقد اكتشف عن طريق المجبر البريطاني الأمريكي جون انسال والمجبر بوليش الأمريكي ومايكل سلوبيكي.

## تصنيفكسور الأطفال
يمكن لكسور الأطفال أن تصنف ككسور كاملة وكسور غير كاملة :
- كسور غير كاملة يوجد هناك ثلاثة أشكال أساسية للكسور الغير كاملة:
- الشكل الأول من كسر الغصن الصغيري هو كسر عرضي في القشرة والذي يمتد إلى منتصف الجزء في العظم ويصبح موجه بجانب المحور الطولي للعظم من دون تسبب في اخلال القشرة المقابلة له.
- الشكل الثاني هو نتوء مستدير أو كسر التوائي سببه الانحسار . تنتج هذه الانواع أحيانا من قوة الضغط على المحور الطولي للعظم: فهي نتيجة السقوط على ذراع ممدودة وتشمل كردوس القاصي الشعاع. أتت الكلمة نتوء مستدير من الكلمة اللاتينية torus والتي تعني تورما أو نتوء.
- الشكل الثالث وهو تقوس الكسر حيث يصبح العظم منحني بجانب المحور الطولي.
- كسور كاملة

ويوجد هناك أيضا كسور أنموية (وهي كسور تتضمن الأنمية وصفيحة النمو والتي لا توجد عند البالغين). تصنيف سالتر هاريز هو الأكثر استخداما لوصف هذه الكسور.

## العلامات والأعراض
تشبه بعض الكسور السريرية من كسر الغصن الصغير لكسر العظم الطويل، عادة مايسبب كسر الغصن الصغير إلى ألم في مكان الجرح. وكهذه الكسور فهي مشكلة متعلقة بالأطفال وسيكون للطفل الأكبرسننا وقاية من الجزء المكسور ومن الممكن أن يبكي الأطفال بشكل فادح. وكجزء من معيار الكسر يمكن للمنطقة أن تتورم أو تحمر أو تتكدم. كسور الغصن الصغيري هي كسور ثابتة كجزء من العظم يبقى سليما أو غير مكسور وعادة مايسبب هذا النوع من الكسر بالتواء في الجزء المجروح بدلا من تشوه بارز وتلك هي المشكلة.

## المرضية وعوامل الخطر
يحدث كسر الغصن الصغيري نتيجة لاتواء قوي . والأنشطة ذات الخطورة العالية للسقوط هي عوامل خطرة . تعد الجروح غير المقصودة أكثر شيوعا وتسبب كسور حلزونية (التواء) ولكن قد تسبب أي ضربة في الساعد بكسر الغصن الصغيري. تحدث الكسور عادة عند الأطفال والمراهقين بسبب ليونة عظامهم بعكس البالغين الذين عظامهم أكثر هشاشة عادة ما تنكسر.

## العلاج
تؤدي الجبائر القابلة للإزالة إلى نتائج أفضل لقولبة كسور النتوء المستديرة في الأطفال لنصف القطر القاصي، تحدث كسور المشبك أسفل الكوع أذا كانت في المعصم وطفيف.

## السجل الأحفوري
دليل على وجود كسور الغصن الصغيري في السجل الأحفوري والذي درس عن طريق اختصاصوا باثولوجيا المومياء واختصاصيون في الأمراض والجروح القديمة. ذكرت كسور الغصن الصغيري (كسور الصفصاف) في الأحفوري في أكبر ديناصورالالاصور اللاحم الهش .

## روابط خارجية
- Radiology Greenstick vs Torus Fractures